# Santa Maria Maggiore
Pour les articles homonymes, voir Sainte-Marie-Majeure et Santa Maria Maggiore (homonymie).
Santa Maria Maggiore est une commune de la province du Verbano-Cusio-Ossola dans le Piémont en Italie.

## Administration

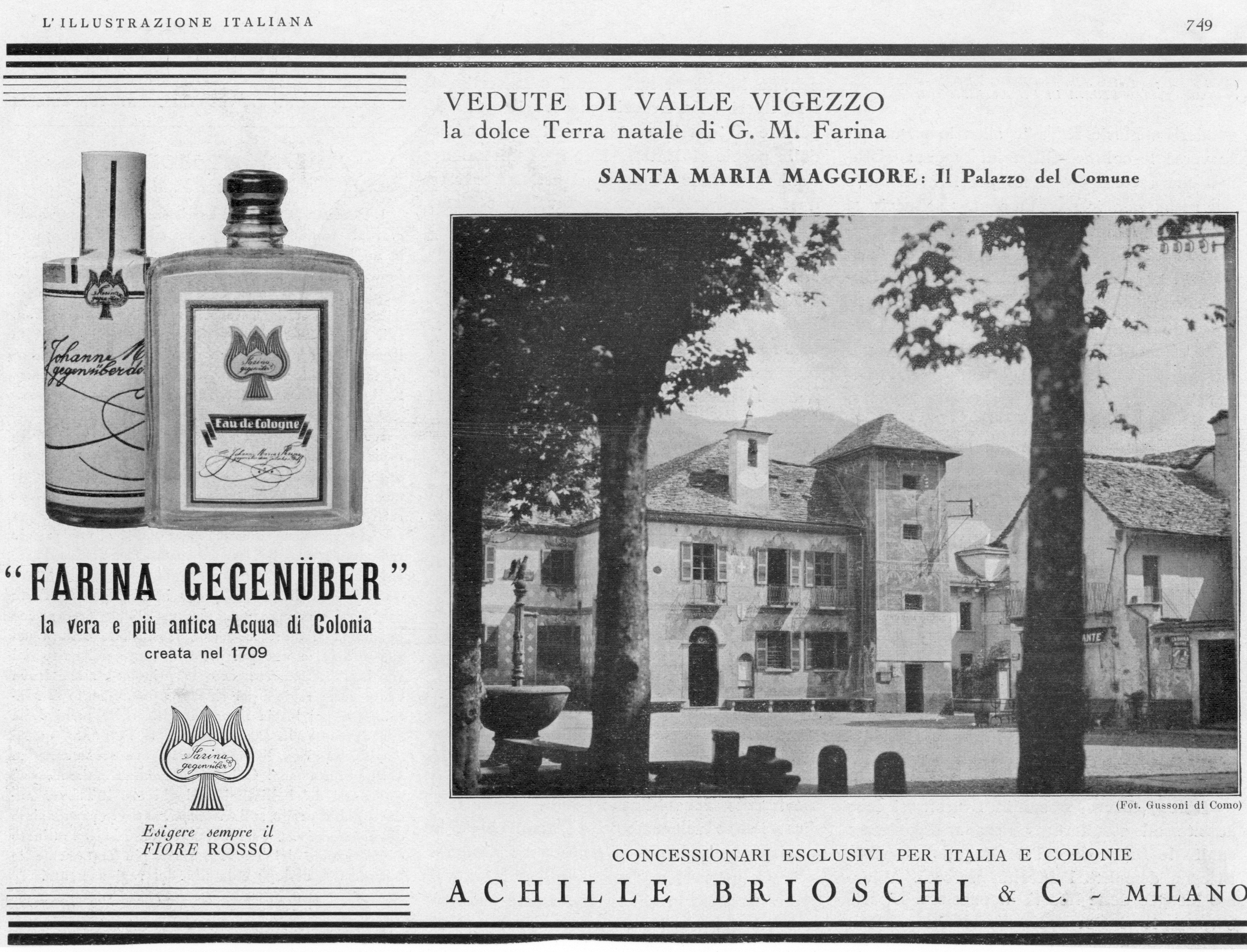
Santa Maria Maggiore 1928

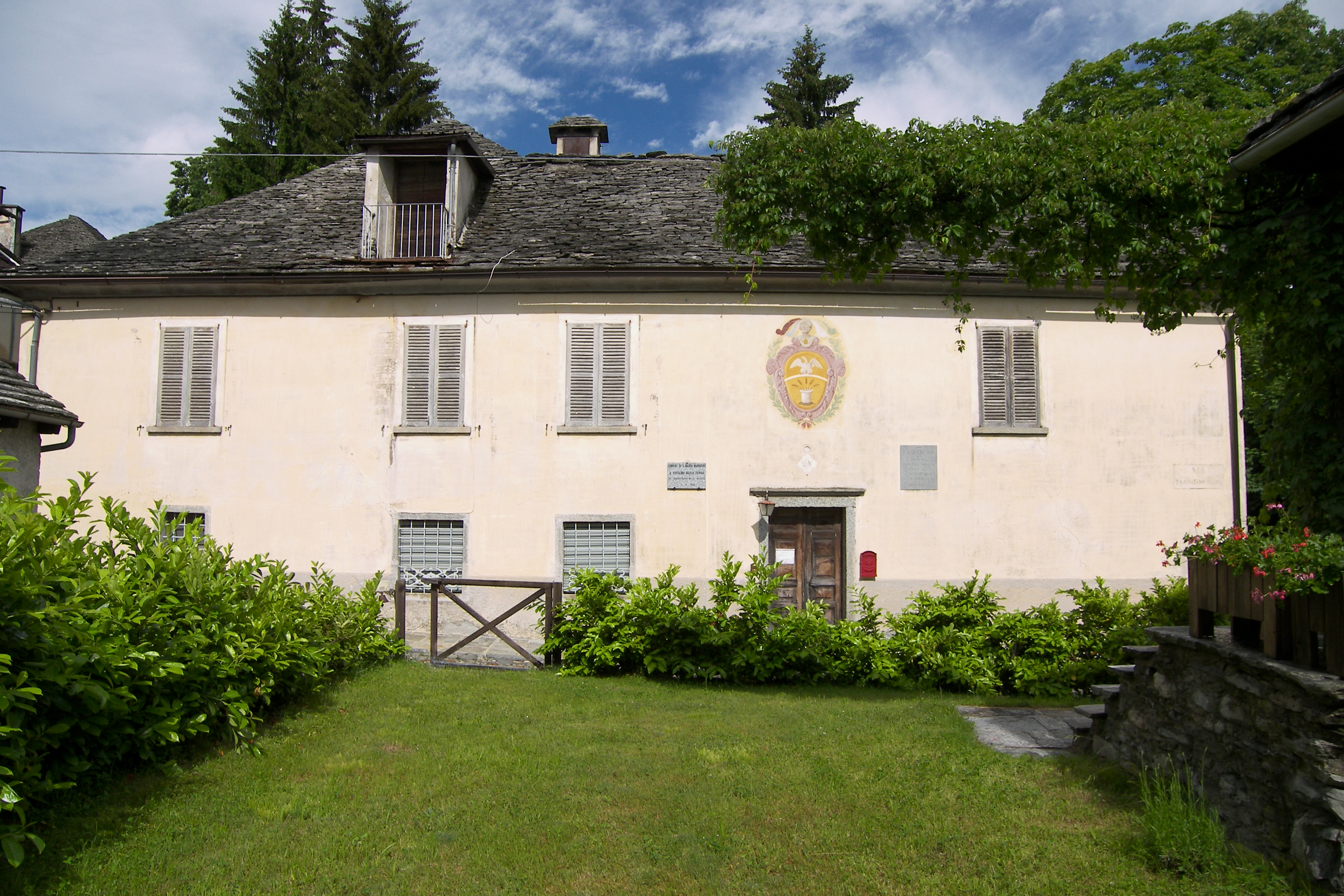
Casa Farina, Via Gian Maria Farina

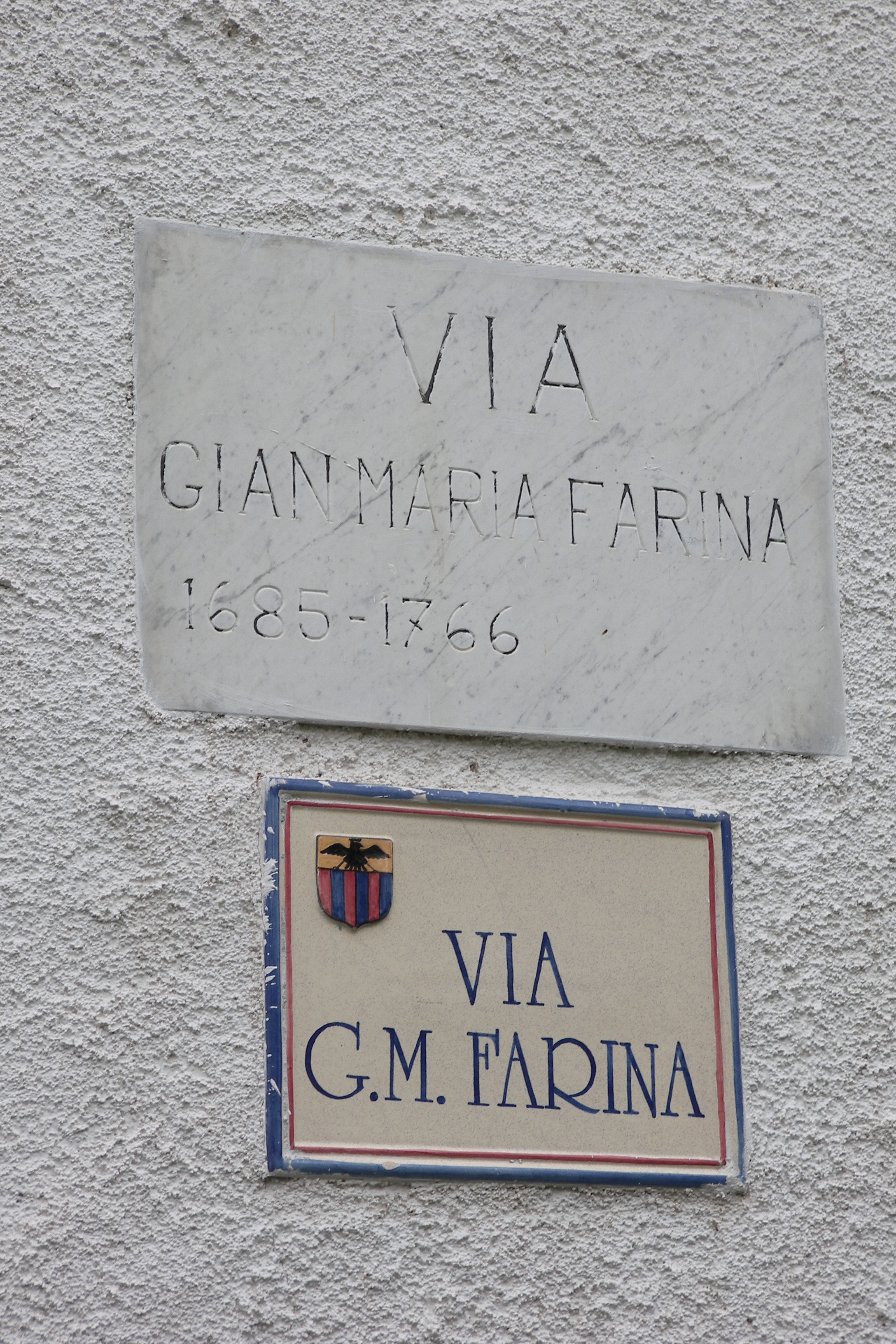
Via Gian Maria Farina in Santa Maria Maggiore

| Période                                  | Période  | Identité       | Étiquette | Qualité |
| ---------------------------------------- | -------- | -------------- | --------- | ------- |
| 14 juin 2004                             | En cours | Franco Bonardi |           |         |
| Les données manquantes sont à compléter. |          |                |           |         |

### Hameaux
Crana, Buttogno

### Communes limitrophes
Craveggia, Druogno, Malesco, Toceno

### Personnalités nées à Santa Maria Maggiore
Santa Maria Maggiore est le berceau des familles Feminis et Farina, à l'origine de l'invention et de la commercialisation de l'eau de Cologne.
- Giovanni Paolo Feminis (1660-1736): ayant émigré jeune à Cologne, il y met au point et commercialise une Eau Admirable dont il dépose le premier la formule sous le nom d'Eau de Cologne.
- Jean Marie Farina (1685-1766), parfumeur et neveu du précédent dont il hérite la formule de l'eau de Cologne. Il fonde en 1709 à Cologne la maison Jean Marie Farina vis a vis la place Juliers, la plus ancienne parfumerie toujours en activité.
- Jean Marie Joseph Farina (1785-1864), parfumeur et arrière-petit-neveu du précédent. Il s'établit à Paris où il crée en 1806 sa propre eau de Cologne dont la marque, revendue ensuite à Roger & Gallet, est toujours commercialisée aujourd'hui.
- Enrico Cavalli (1849-1919), peintre postimpressionniste
- Gian Maria Rastellini (1869-1927), peintre

## Note
1. ↑  (it) Popolazione residente e bilancio demografico sur le site de l'ISTAT.